# Sak'art'velos sanapiro dats'va
La Guardia costiera georgiana (in georgiano საქართველოს სანაპირო დაცვა?, Sak'art'velos sanapiro dats'va), internazionalmente nota come Georgian Coast Guard è la componente navale della Polizia di frontiera della Georgia ed è responsabile della protezione marittima dei 310 chilometri di costa e delle acque territoriali della Georgia. i compiti primari sono la protezione delle acque territoriali, della protezione dell'ambiente marino dall'inquinamento, la ricerca e soccorso in mare, la sicurezza dei porti e la difesa marittima. Nel 2009 la Guardia costiera georgiana ha assorbito la Marina militare georgiana.
La Marina militare georgiana (in georgiano საქართველოს სამხედრო საზღვაო ძალები?, Sak'art'velos samkhedro-sazghvao dzalebi), internazionalmente nota come Georgian Navy, è stata la componente marittima delle forze armate georgiane ed ha operato alle dipendenze del ministero della difesa georgiano dal 1990, durante la dissoluzione dell'Unione Sovietica, fino al 2009, anno in cui è stata fusa con la Guardia costiera georgiana e posta alle dipendenze del Ministero degli affari interni.
L'operatività reale della Marina georgiana finì con la Seconda guerra in Ossezia del Sud del 2008 nella quale la Russia praticamente annullò la piccola marina georgiana.

## Storia
Nonostante la sua posizione geografica che ne ha sempre fatto lungo le coste del Mar Nero una importante approdo per il commercio marittimo, la Georgia non ha mai realmente posseduto una flotta di considerevoli dimensioni. Il primo tentativo di costruire una moderna marina fu di breve durata con la Repubblica Democratica di Georgia dal 1918 al 1921, quando la Georgia venne occupata dall'Armata Rossa diventando una delle repubbliche sovietiche. Nel 1990 le coste della Georgia erano controllate dalla 184ª brigata costiera della Flotta del Mar Nero della Marina militare sovietica di base a Poti. Basi più piccole si trovavano a Ochamchire, Batumi, Anaklia e Sukhumi. Dopo la dissoluzione dell'Unione Sovietica, la 184ª brigata venne completamente ritirata dalla Georgia nel 1992, lasciando solo sei imbarcazioni, tuttavia, le guardie di frontiera russe hanno continuato a pattugliare le coste della Georgia fino al 1998.

### Marina militare georgiana
Nel febbraio 1990, il Consiglio dei Ministri della Georgia ha decretato la costituzione di una commissione ad hoc per la costituzione di forze armate autonome. Uno dei suoi gruppi, guidati dal capitano di 1º rango Alexander Javakhishvili, ex comandante di un sottomarino nucleare sovietico, venne incaricato per la costruzione di una marina. Dopo la dissoluzione dell'Unione Sovietica, la Georgia, non essendo membro di CSI in quel momento, non prese parte nel gennaio 1992 ai negoziati russo-ucraini per la spartizione della Flotta del Mar Nero. In tal modo, quando scoppiò la guerra georgiano-abcasa nel 1992, la Georgia non aveva una forza navale ed un efficace sistema di difesa. Le uniche due importanti operazioni navali durante la guerra furono nell'agosto 1992 l'evacuazione di 173 donne e bambini da Bichvinta (Pitsunda) e la distruzione, nell'aprile 1993 di un campo di addestramento pro-abkhazo del signore della guerra ceceno Samil' Basaev a Gudauta. Il 7 luglio 1993, giorno in cui il dragamine georgiano Gantiadi al comando di Shukri Kopaliani, durante un pattugliamento al largo di Tamysh, riporto una vittoria su diverse imbarcazioni dei separatisti dell'Abcasia e il 7 luglio da allora viene celebrato come il Giorno della marina georgiana.

Insegna navale della Georgia nel

La costruzione della marina ha avuto inizio con l'allestimento di piccole imbarcazioni con armamento di piccolo calibro con cannoni antiaerei e mitragliatrici. Nel 1996, la Georgia ha ripreso le sue richieste sull'assegnazione di una parte di imbarcazioni ex-sovietiche della Flotta del Mar Nero, e il rifiuto russo di assegnare alla Georgia una parte della ex-Marina sovietica è diventato un altro pomo della discordia nel progressivo deterioramento delle relazioni georgiano-russe. In tale occasione l'Ucraina ha appoggiato le richieste di Tbilisi, cedendo alcune motovedette alla Marina georgiana e curando l'addestramento equipaggi georgiani, ma nella trattativa non vennero incluse le navi in precedenza di base a Poti.
La Georgia è stato uno dei fondatori della BLACKSEAFOR.

Insegna navale della Georgia nel

Alla fine degli anni novanta, la Georgia, con l'aiuto dei paesi membri della NATO, soprattutto Turchia e Grecia, è riuscita a costruire una piccola forza navale, ma la marina georgiana è rimasta tuttavia la componente più debole delle forze armate georgiane, senza una dottrina operativa chiara e senza le risorse necessarie per la manutenzione delle unità navali o per condurre missioni di addestramento.
Dopo il conflitto con la Russia del 2008, in cui la Georgia riportò la distruzione della maggior parte delle sue forze navali, è stato deciso di fondere la Marina georgiana con la Guardia costiera della Georgia.

### Guardia costiera georgiana

Una motovedetta di classe Dilos della Guardia costiera georgiana nel 2014

La Guardia costiera georgiana, che fa parte della Polizia di frontiera ed è alle dipendenze del Ministero dell'Interno, si è sviluppata rapidamente diventando oggi una delle forze più efficaci della Georgia. La formazione della Guardia costiera è iniziata nel 1998 quando è stata istituita la 1ª Divisione navale della Polizia di frontiera. Allo stesso tempo vennero istituite la 1ª e la 2ª Divisione navale nei porti di Poti e Batumi. La struttura di comando ha fatto di queste unità un elemento militare aggiuntivo della Guardia di frontiera, ma senza una chiara esperienza marittima.
Il 16 luglio 1998 la 1ª Divisione Navale della Polizia di frontiera ha iniziato il pattugliamento del confine marittimo della Georgia. Le imbarcazioni erano state donati da Ucraina e Turchia, in varie condizioni di navigabilità. Il giorno della Guardia costiera georgiana viene celebrato il 16 luglio di ogni anno.
Il supporto immediato per lo sviluppo della Guardia costiera è avvenuto attraverso il Programma di assistenza statunitense Georgia Border Security and Law Enforcement (GBSLE), gestito dal Servizio doganale degli Stati Uniti, con il coinvolgimento della Guardia costiera degli Stati Uniti. Il personale marittimo georgiano avevano cominciato a frequentare le scuole di formazione tecnica negli Stati Uniti nel 1997, un'iniziativa che venne successivamente ampliata. Il primo progetto di assistenza di infrastrutture da completare è stata la stazione radar di sorveglianza al capolinea dell'oleodotto Supsa nel 1999.
La Guardia costiera degli Stati Uniti ha schierato del suo personale per la formazione a lungo termine in Georgia nel 1998, con sede a Poti. Nei successivi cinque anni il personale ha offerto la formazione, il tutoraggio e la manutenzione per il personale e le infrastrutture della Guardia costiera georgiana. Gli Stati Uniti hanno fornito alla Georgia due SeaArks da 40 piedi e due cutter Classe Point arrivati in Georgia nel 2000 e nel 2002, diventate le unità di punta della Guardia costiera georgiana. I due cutter Classe Point, ribattezzati Tsotne Dadiani (P210) e General Mazniashvili (P211), hanno creato un Know-how che è tornato utile quando la Georgia ha iniziato a sviluppare e acquisire nuove imbarcazioni nel 2007 e 2008. Un secondo radar costiero è stato installato a Poti nel 2002 e aggiungendosi alla stazione radar di sorveglianza di Supsa forniva la copertura delle acque territoriali dalla regione dell'Abkhazia alla regione dell'Agiaria.
Inizialmente la forza navale era solo un elemento della guardia di frontiera, ma data l'importanza dei compiti nel 2002 venne avviato un processo di riforma per la creazione di una vera e propria Guardia costiera.
Ispirandosi al modello degli Stati Uniti, e sostenuto dalla GBSLE Maritime Advisor e da colleghi georgiani, il capitano di 3º rango georgiano Ramazi Papidze ha realizzato una Guardia costiera funzionale sviluppando una struttura all'interno del Dipartimento per la Guardia di frontiera, con una Direzione Operativa per la condotta delle forze operative e una Direzione Amministrazione per la Gestione delle Risorse. Il servizio ebbe un bilancio indipendente e responsabilità autonoma per lo svolgimento delle sue missioni.
La Guardia costiera georgiana fa parte della BLACKSEAFOR.

## Gradi della Guardia costiera georgiana
Ufficiale
| NATO Code          | OF-10           | OF-9       | OF-8           | OF-7            | OF-6      | OF-5                 | OF-4                                              | OF-3                 | OF-2             | OF-1          | OF-1    | OF(D)           | Allievo ufficiale |
| ------------------ | --------------- | ---------- | -------------- | --------------- | --------- | -------------------- | ------------------------------------------------- | -------------------- | ---------------- | ------------- | ------- | --------------- | ----------------- |
| Georgia (bandiera) | non equivalente |            |                |                 |           |                      |                                                   |                      |                  |               |         | non equivalente |                   |
| Georgia (bandiera) | non equivalente | Ammiraglio | Viceammiraglio | Contrammiraglio | Commodoro | Capitano di 1º rango | Capitano di 2º rango (attualmente grado più alto) | Capitano di 3º rango | Tenente capitano | Primo tenente | Tenente | non equivalente |                   |